# Trochocerithium shikoensis
Trochocerithium shikoensis is een slakkensoort uit de familie van de Plesiotrochidae. De wetenschappelijke naam van de soort is voor het eerst geldig gepubliceerd in 1928 door Yokoyama.